# Chi Ổ phượng
Chi Ổ phượng (tên khoa học Platycerium) là một chi của khoảng 18 loài dương xỉ thuộc họ Dương xỉ (Polypodiaceae). Các loài dương xỉ trong chi này được biết đến với tên gọi phổ biến là ổ phượng hay ổ rồng hay dương xỉ Staghorn hay Elkhorn do các lá lược có hình độc đáo của nó. Chi này biểu sinh và là cây bản địa của các khu vực nhiệt đới Nam Mỹ, châu Phi, Đông Nam Á, Úc và New Guinea.

## Các loài
- Platycerium andinum
- Platycerium alcicorne
- Platycerium bifurcatum
- Platycerium coronarium: ổ phượng tràng hay ổ rồng lá dài
- Platycerium elephantotis
- Platycerium ellissii
- Platycerium grande: ổ rồng hay ổ phượng
- Platycerium hillii
- Platycerium holttumii: ổ rồng hay ổ phượng
- Platycerium madagascariensis
- Platycerium ridleyi
- Platycerium stemaria
- Platycerium superbum
- Platycerium quadridichotomum
- Platycerium veitchii
- Platycerium wallichii
- Platycerium wandae
- Platycerium wilhelminae-reginae
- Platycerium willinkii

## Hình ảnh

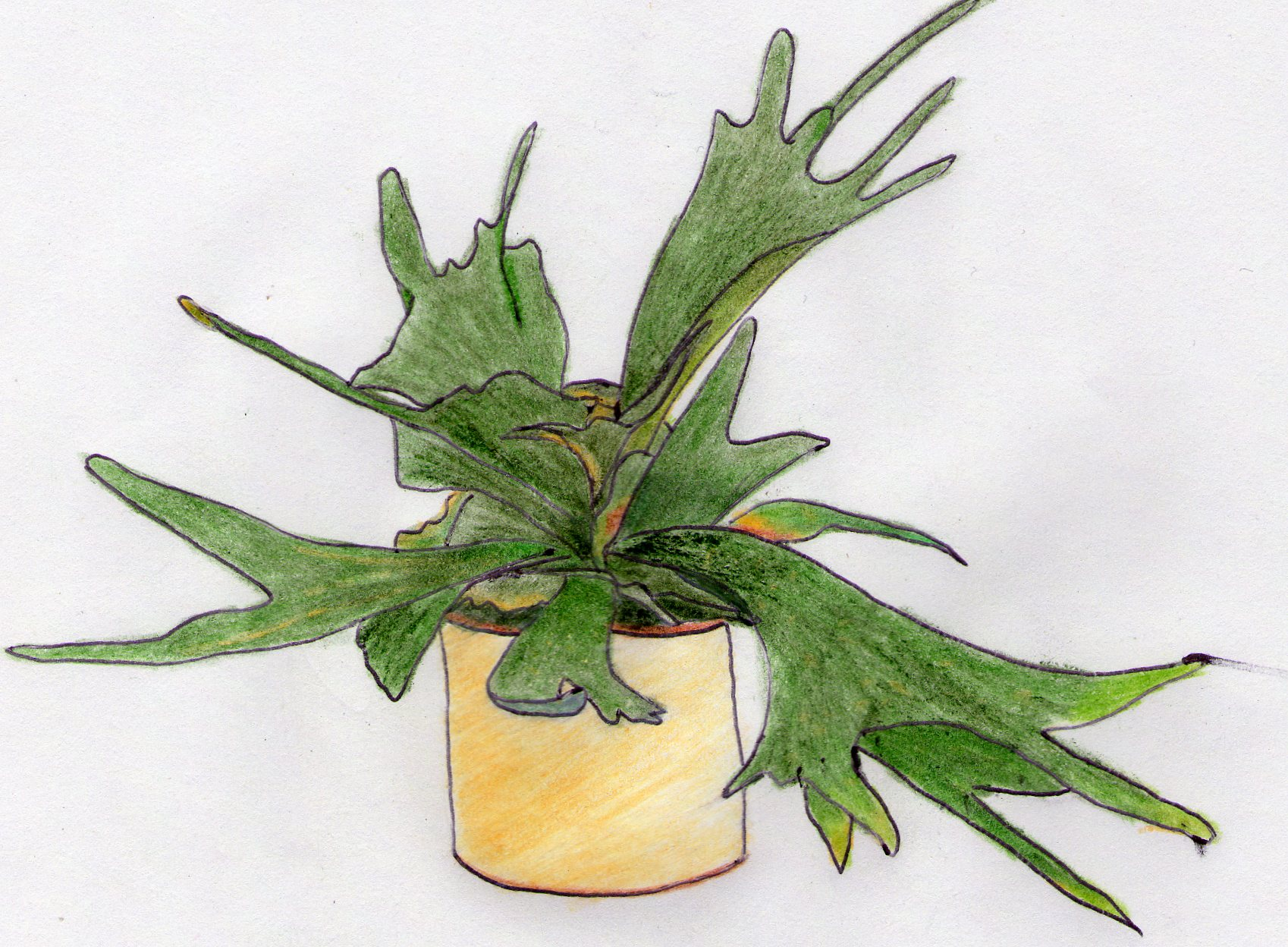
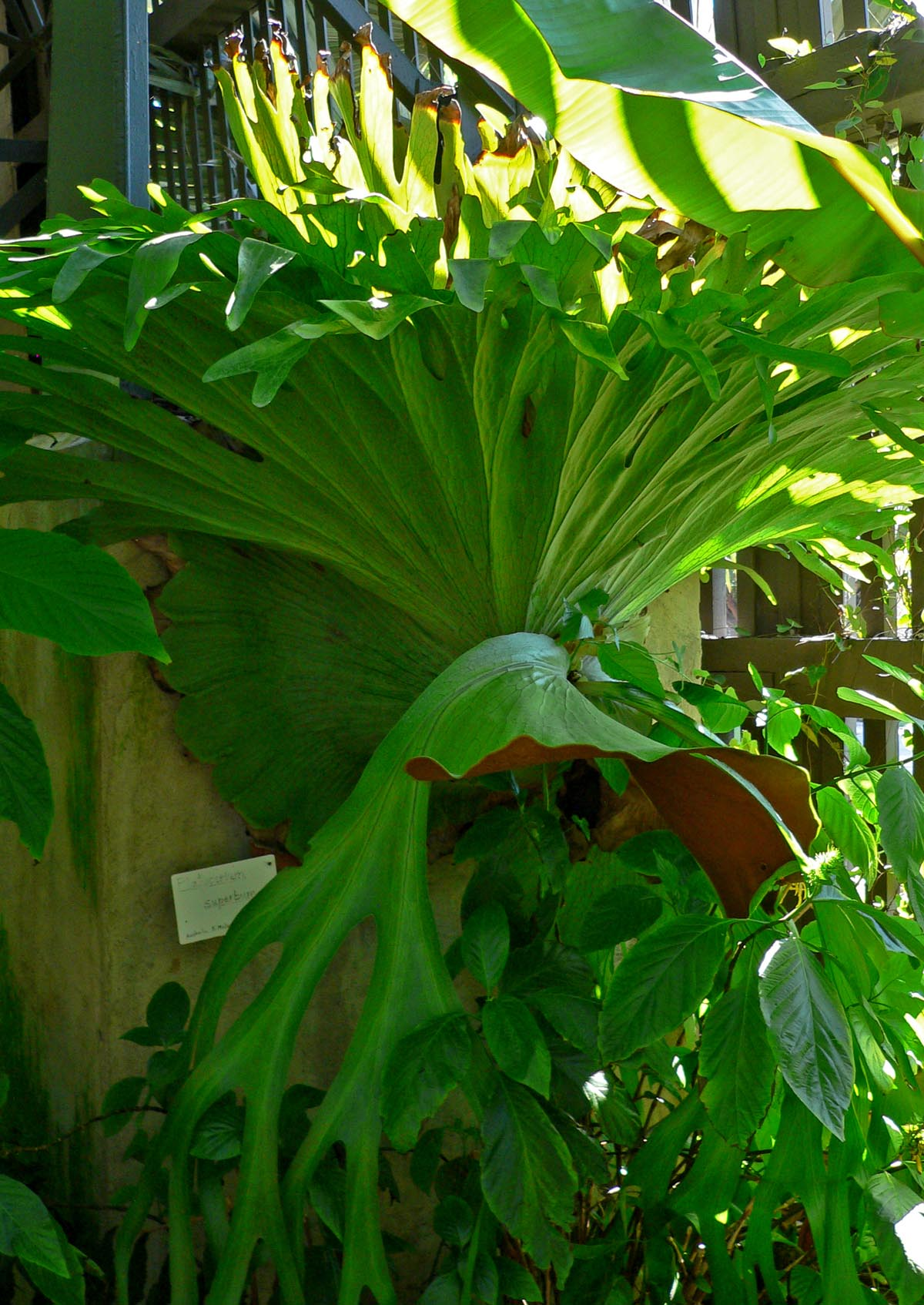
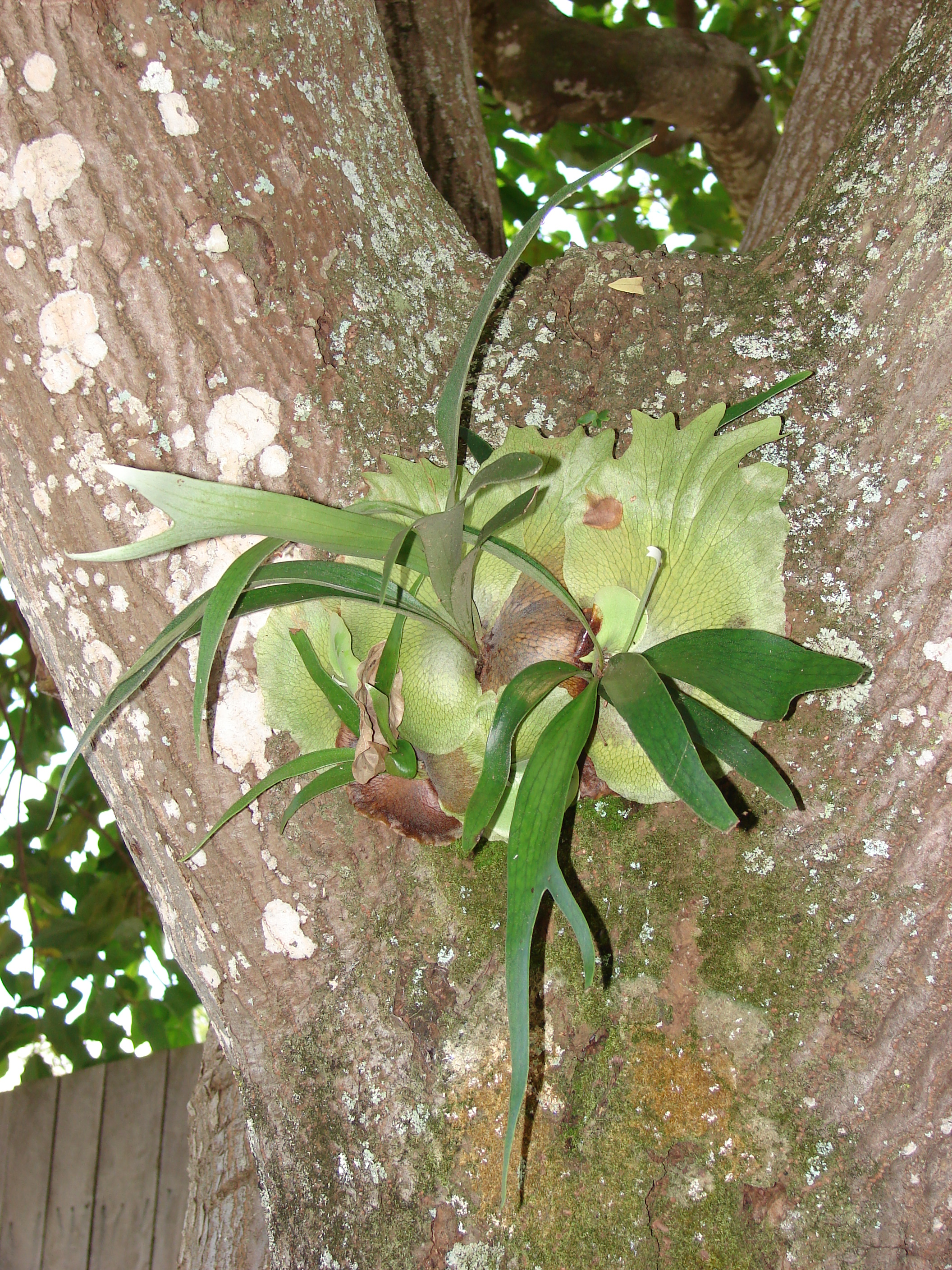
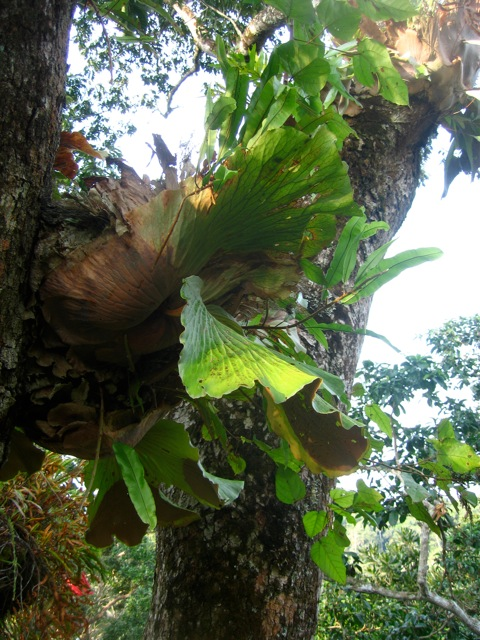